# Palazzo Porcinari
Palazzo Porcinari, anche noto come Palazzo Ciavoli Cortelli, è un palazzo storico dell'Aquila.

## Storia
La prima edificazione del palazzo si fa risalire al 1574 — seppur su una struttura preesistente di origine medievale — quando il palazzo assume una forma in pianta simile all'attuale e diviene residenza di Marcantonio Colonna, giunto all'Aquila al seguito di Margherita d'Austria che invece alloggiava al vicino Palazzo del Capitano.
Al 1677 è documentata la sua presenza tra i possedimenti dei Gesuiti aquilani che qui alloggiavano una dozzina di membri.
Il palazzo viene poi gravemente danneggiato dal terremoto dell'Aquila del 1703, anche se rimase in piedi come testimoniato dalla presenza di un giglio di pietra, rinvenuto negli anni duemiladieci, simbolo che veniva attribuito ai palazzi che avevano resistito alla violenza del sisma. Successivamente viene acquistato da Gian Ippolito Porcinari, capostipite dell'omonima famiglia, che con la moglie Maria Teresa Andreassi ebbe dieci figli (Giacinto, Andrea, Ferdinando, Giambattista, Chiara che fu moglie di Urbano Birilli, Angela moglie di Giovanni dei baroni Bonanni, Maria Porzia, Anna Maria Fortunata, Anna Maria Celestina, Maria Eleonora) e che ne inizia la ricostruzione e l'ampliamento nelle fattezze attuali riunificando in un'unica strutture le varie fabbriche preesistenti.
Negli anni settanta del XX secolo l'ala sud del palazzo viene acquistata dall'Università degli Studi dell'Aquila e diventa sede del Dipartimento di Storia Antica dello stesso ateneo.
Il terremoto del 2009 lo danneggia nuovamente, lesionando buona parte delle strutture portanti, causando il crollo del tetto e il distacco della facciata principale su via Roma. I lavori di recupero del fabbricato sono iniziati nel 2013 e si sono conclusi tre anni più tardi, per un costo stimato di 5 milioni di euro.

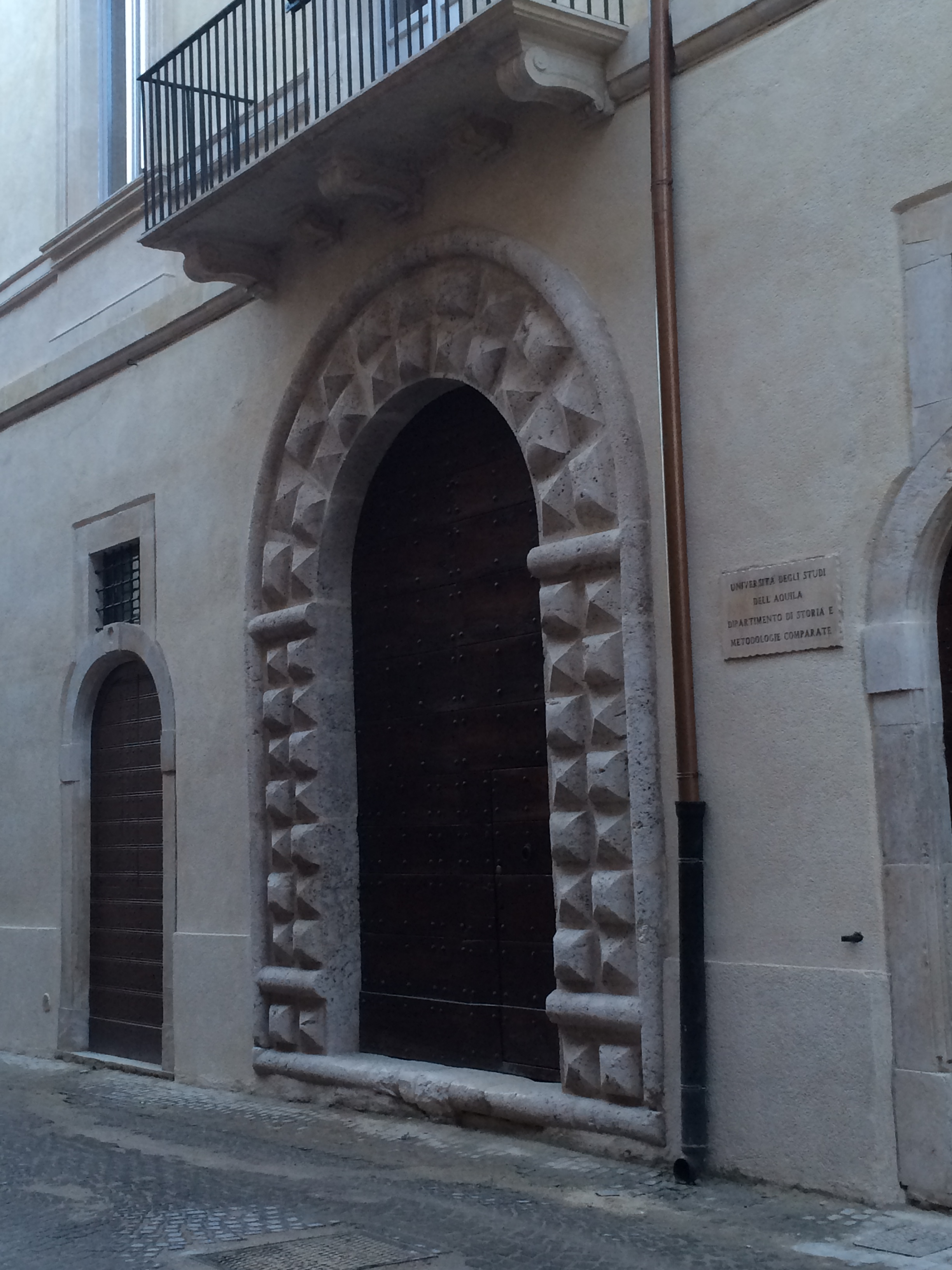
Il portale del palazzo su via Roma.

## Descrizione
Palazzo Porcinari è situato all'angolo tra via Roma — principale decumano cittadino — e piazza San Pietro a Coppito, adiacente all'omonima chiesa capoquarto di cui costituisce una quinta insieme con il vicino Palazzo Vastarini Cresi. È caratterizzato da una planimetria ad H, suddiviso quindi in due parti funzionali (una di proprietà dell'Università degli Studi dell'Aquila, a sud, e l'altra di proprietà privata, a nord) che si riuniscono al pian terreno. 
La facciata principale è rivolta verso via Roma dove insiste anche un portale monumentale, con cornice in bugnato a forma di punta di diamante, che costituisce un riferimento al Palazzo dei Diamanti di Ferrara; la facciata secondaria, dotata di corte, è invece su via Minicuccio D'Ugolino, verso piazza San Pietro a Coppito.
L'edificio si presenta con uno stile settecentesco d'ispirazione neorinascimentale e manierista; al suo interno sono tuttavia presenti strutture d'origine medievale oltre a sezioni d'apparecchi murari di epoca longobarda, precedenti quindi alla fondazione dell'Aquila, datata al 1254.